# تریپتوفانمی
تریپتوفانمی (به انگلیسی: Triptophanemia) نوعی نقص در متابولیسم اسیدهای آمینه است که تریپتوفانوری نیز خوانده می‌شود.

## علائم بالینی
- زمان تولد و دوره نوزادی: طبیعی.
- دوره شیرخوارگی: حساسیت به نور، عدم تعادل، عقب ماندگی ذهنی و حرکتی.
- دوره کودکی: حساسیت به نور، عدم تعادل، عقب ماندگی ذهنی و حرکتی، اشکال در تکلم، اسپاستیسیتی، کوتاهی قد.
- دوره بزرگسالی: عقب ماندگی ذهنی، اشکال بینایی و شنوایی.

## نقص آنزیمی
نقص در آنزیم تریپتوفان دی اکسیژناز.

## توارث ژنتیکی
اتوزوم مغلوب.

## میزان بروز
یک مورد در هر ۱۰ هزار تولد زنده.

## روش تشخیص
- اسیدهای آمینه پلاسما: تریپتوفان بالا.
- اسیدهای آمینه ادرار: تریپتوفان بالا.
- ادرار: ایندولوری.
- خون: کینورنین طبیعی یا پائین.

## درمان
شامل تجویز ۵۰ تا ۳۰۰ میلی گرم نیکوتینامید روزانه در دو دوز منقسم می‌باشد، زیرا علائم ناشی از کمبود نیکوتینامید است.

## آزمون تشخیص قبل از تولد
ندارد.